# 田儀站
田儀站（日语：／ Tagi eki */?）是位於島根縣出雲市多伎町口田儀，西日本旅客鐵道（JR西日本）的山陰本線車站。截至2020年3月，快速列車只有黃昏以後下行2班列車停站。

## 歷史
- 1915年（大正4年）7月11日 - 國鐵山陰本線小田站至石見大田站（現時為大田市站）之間開業，此站啟用。為客運和貨運車站。
  - 當時車站地址為島根縣簸川郡田儀村口田儀。
- 1956年（昭和31年）9月30日 - 隨著多伎村（日语：多伎町）成立，車站地址為島根縣簸川郡多伎村口田儀。
- 1962年（昭和37年）10月1日 - 終止貨物起卸業務。
- 1969年（昭和44年）11月3日 - 隨著多伎村實施町制，成為多伎町（日语：多伎町），車站地址為島根縣簸川郡多伎町口田儀。
- 1987年（昭和62年）4月1日 - 伴隨國鐵分割民營化，車站由西日本旅客鐵道（JR西日本）營運。
- 1990年（平成2年）3月10日 - 成為無人車站[1]。
- 2005年（平成17年）
  - 3月16日 - 與町營巴士（現時為多伎循環巴士（日语：多伎循環バス））總站和公園設施一體化的新車站大樓竣工。
  - 3月22日 - 隨著出雲市（第二次）成立，車站地址為島根縣出雲市多伎町口田儀。
- 2016年（平成28年）1月30日 - 站內發生沙石流入路軌，靠山的2號月台不能使用。因此，本来於此站列車交會的列車需在其他站進行，時間表因此需要臨時進行大修正[2]。
  - 在2016年7月30日，2號月台重開。回復本來時間表[3]。

## 車站構造
車站是一座地面車站，設有1面2線的島式月台，可進行列車交會。在月台上設有候車室。靠近車站大樓的1號月台為上下行副本線，靠近海邊的2號月台為上下行本線。月台是一線通過構造（限速100km/h），由於在出雲市一方的分岔點的走線較差，所有車輛限速55km/h。
車站大樓於2005年翻新，位於車站南邊。車站內設有平交道。車站是由松江站管理的無人車站。車站曾經設有乘車站證明書發票機。

### 月台
| 月台 | 路線     | 上下行 | 方向             |
| ---- | -------- | ------ | ---------------- |
| 1・2 | 山陰本線 | 上行   | 出雲市、松江方向 |
| 1・2 | 山陰本線 | 下行   | 大田市、江津方向 |

- 上下行通過列車與不需要列車交會的列車使用2號月台。
- 上下行需要待避的列車會使用1號月台。
- 上下行停站列車進行列車交會時，大田市方向的列車使用1號月台，出雲市方向的列車使用2號月台。
- 旅客資訊中的月台編號與列車運輸指令的月台編號相反。

## 使用狀況
以下為近年1日平均乘車人次列表：
| 乘車人次變化 | 乘車人次變化    |
| 年度         | 1日平均乘車人次 |
| ------------ | --------------- |
| 1984         | 122             |
| 1994         | 97              |
| 1999         | 90              |
| 2000         | 80              |
| 2001         | 77              |
| 2002         | 60              |
| 2003         | 56              |
| 2004         | 59              |
| 2005         | 54              |
| 2006         | 62              |
| 2007         | 64              |
| 2008         | 57              |
| 2009         | 52              |
| 2010         | 48              |
| 2011         | 56              |
| 2012         | 55              |
| 2013         | 51              |
| 2014         | 53              |
| 2015         | 54              |
| 2016         | 48              |
| 2017         | 40              |

## 車站周邊
車站靠近海邊。
- 手引丘公園
- 國道9號
- 田儀海灘
- 手引浦台場公園

## 巴士路線
出雲市 多伎循環巴士

## 其他
- 在田儀站與鄰站小田站之間為攝影勝地。在鐵道雜誌中，有許多列車相片在該區間拍攝。
- 在1972年10月2日至1984年1月31日之間，國鐵長距離普通列車「824列車」（從門司出發前往福知山）和「831列車」（從豐岡出發前往門司）在此站列車交會。

## 相鄰車站
西日本旅客鐵道
山陰本線
- 部分快速Aqua快車停車站。

小田－田儀－波根

## 注腳
1. ↑  『JR気動車客車編成表』90年版 JRR 1990年 ISBN 4-88283-111-2
2. ↑  山陰線 田儀（たぎ）駅構内への土砂流入に伴う運転計画について（2月3日から） （页面存档备份，存于） - 西日本旅客鐵道新聞發布，2016年2月2日
3. ↑  山陰線 田儀駅構内土砂流入に伴う災害ダイヤの復旧見込みについて （页面存档备份，存于） - 西日本旅客鐵道新聞發布，2016年5月20日
4. ↑  島根縣統計書

## 外部連結
- 田儀｜車站資訊：JR出門網 - 西日本旅客鐵道